# Я русский
«Я русский» — сингл российского певца Shaman'а, выпущенный 22 июля 2022 года.

## Содержание
Автор и исполнитель песни Ярослав Дронов (SHAMAN) охарактеризовал её содержание следующим образом: «Для меня это не патриотическая песня, а в первую очередь просто песня, которая отражает естественное состояние моей души с самого рождения». В специальном репортаже телеканала «Россия-24» певец прокомментировал несколько строчек песни. В частности, ответил на критику фразы «Я русский всему миру назло»: Ярослав заявил, что «„назло“ — это синоним слов „вопреки“, „наперекор“, поэтому здесь нет никакого зла, это просто фраза, устоявшаяся в русском языке». Также расшифровал строчку «Моя кровь от Отца», которая повторяется в конце песни на фоне звучащих колоколов: здесь имеется в виду Небесный Отец — Бог (то есть имеется в виду «Моя кровь от Бога»).

## Реакция

### Музыкальные критики
Алексей Мажаев из InterMedia положительно оценил трек, поставив ему 7 звёзд из 10. Критик считает, что в композиции есть «очень качественная мелодия, уверенная подача, потрясающий голос — всё на месте и производит мощное впечатление». При этом отметил, что текст «местами выглядит так, будто его ходили утверждать в МИД РФ, но даже фраза „я русский всему миру назло“ в исполнении Ярослава не режет слух и звучит довольно естественно».
Павел Рудченко отметил, что «песня побуждает к гордости за свою страну, за свой народ», что объясняет популярность этой композиции.
Музыкальный критик Евгений Бабичев пишет, что у Дронова «индивидуальный образ, манера, вокальные переливы, которые редко встречаются среди молодых артистов. Возможно, это голос нового поколения». Критик отмечает, что Дронов ведёт «патриотическую линию», которая обычно свойственна певцам вроде Олега Газманова и Григория Лепса с аудиторией людей старше 50 лет, но при этом ориентирован на молодёжь.
Отар Кушанашвили назвал исполнителя песни «странным парнем», который «орёт „Я — русский“, потому что очень хорошо знает значение слова „конъюнктура“». Иван Коновалов также отрицательно оценил композицию, написав, что трек «не обладает даже намёком на интеллектуальную ценность».
Критично отнесся к песне музыкальный критик Артемий Троицкий: «… содержание пацифистских гимнов „Пусть всегда будет солнце“ и „Хотят ли русские войны?“ не вызывает у нормального человека никаких возражений. Чего никак не скажешь о параноидальных декларациях того же Shaman’а: „Я русский — всему миру назло!“. Очень типично, точнее, симптоматично для сегодняшних российских сантиментов-ресентиментов. Обида на весь мир, озлобленность, агрессия. Причем — в интернате для буйно-депрессивных».
Литературный и музыкальный критик Ян Шенкман отмечает: «Этот клип уже успели сделать патриотическим фетишем, но, если вдуматься, мало найдётся в русском шоу-бизнесе настолько нерусских песен… По стилю это типичный американский стадионный поп-рок 1980—2000-х годов… Перед нами — классическая русскость на экспорт, что-то вроде ушанок со звездой, которые продаются летом с лотков на Арбате».
Музыкальный критик Екатерина Кретова, напротив, заявляет, что Shaman работает в стиле «русского рока», чем он и интересен для россиян.
В некоторых СМИ песня обозначена как «рок-манифест».

### Другие
Композитор Игорь Матвиенко отмечает в Ярославе Дронове следующее: «Меня в нём очень подкупает фольклорное образование. В своих песнях, в их интонациях он это использует, причём не очень много, но очень правильно». Композитор Максим Фадеев положительно оценил как песню, так и в целом творчество певца: «Это пример для подражания, поскольку Shaman девять или десять лет трудился над тем, чтобы его услышали».
Композитор Эдуард Артемьев в интервью «Известиям» рассказал о своей реакции на песню «Я русский»: «Меня это очень сильно зацепило и по-настоящему. Shaman обладает могучей душой. „Я русский“ — очень хорошая песня. И это большая радость, появление такого человека на нашей сцене».
Обозреватель «Известий» Сергей Уваров отметил, что песня «Я русский» воспринята «как ответ на мировую волну русофобии».
Ксения Собчак дала отрицательный отзыв композиции: «Я честно не понимаю, зачем для самоидентификации нам всегда нужно кому-то себя противопоставлять. Почему патриотическая лирика современной России построена на вселенской обиде и одновременно гордости, что мы не такие, как все». По мнению журналиста Татьяны Кондратьевой, «безызвестный музыкант с романтическими треками» стал одним из лидеров по количеству просмотров на YouTube «благодаря строчкам о погибших воинах и россиянах», поддерживающих вторжение России на Украину.
Дизайнер и блогер Артемий Лебедев назвал клип «качественным патриотическим продуктом в хорошей упаковке».
Музыкальный журналист Александр Горбачёв отмечает что "… с точки зрения поп-чутья это действительно работающая вещь: душевный распев плюс властный припев, который заседает в голове, даже если очень этому сопротивляться; так, наверное, мог бы звучать Кобзон, будь он зумером. Песня целиком построена на конфронтации: «Мне другого не нужно», «Меня не сломать», «Я иду до конца», «Всему миру назло».
Российский филолог Гасан Гусейнов считает, что песня злоупотребляет «народными чувствами обиды», отмечая, что «текст песни точно и кратко воплощает абсурдность российской пропаганды. Герой заявляет, что хочет любить и дышать, но потом оказывается, что у него кровь от отца и почему-то он должен идти до конца. До какого конца? Ты же хотел „любить и дышать“…».
По мнению обозревателя «Новой газеты» Вячеслава Половинко, «в песнях „Я русский“ и „Встанем“ патетика сменилась бесформенным пафосом, который, словно клейстер, заполняет всё пространство обывательского черепа… Причём даже у своей „ядерной“ аудитории: вне патриотической шелухи строчка „Я русский, моя кровь от отца“ безнадёжно проигрывает строчке „Ради тебя рассветы и туманы“».

## Обвинение в экстремизме
В феврале 2023 года житель Тульской области написал заявление в Управление уголовного розыска УМВД России по Тульской области о том, что песня «Я русский» разжигает межнациональную рознь.
Ярослав Дронов написал разъяснение, в котором заявил, что песня «Я русский» не является экстремистской, она прошла проверки перед публикацией на музыкальных платформах и перед трансляцией в эфире российских телеканалов. Также он добавил, что его песню «знают, любят и поют представители совершенно разных национальностей», живущих в России. Для каждого из них фраза «я русский» означает принадлежность к общей истории и культуре.
Член Совета Федерации Елена Афанасьева обратилась в Генеральную прокуратуру с просьбой проверить гражданина, написавшего заявление на Ярослава Дронова. Заявление на певца она назвала натуральным разжиганием русофобии в самой России, желанием запугать русских по национальности.

## Патентные права
В октябре 2024 года певец подал на регистрацию товарных знаков «Я русский» для производства алкоголя, косметики и снэков. Согласно пресс-службе Shaman, регистрация товарного знака была осуществлена для избежания использования названия песни «Я русский» в качестве бренда другими предпринимателями.

## Чарты
За два дня клип на песню набрал два миллиона просмотров на YouTube. Также клип дебютировал в чарте YouTube Music на первом месте за 27 июля 2022 года.

## Список композиций
| №  | Название    | Текст песни    | Музыка         | Длительность |
| -- | ----------- | -------------- | -------------- | ------------ |
| 1. | «Я русский» | Ярослав Дронов | Ярослав Дронов | 3:30         |

## Пародия
30 августа 2022 года Александр Гудков выложил на YouTube пародию на песню под названием «Я узкий». На следующий день лидер Гражданского комитета России Артур Шлыков попросил Следственный комитет РФ дать правовую оценку и проверить клип юмориста на элемент унижения чести и достоинства русских по национальному признаку.